# Marshall Sahlins
Marshall David Sahlins (Chicago, 1930 – 2021) va ser un antropòleg estatunidenc i un referent de l’antropologia econòmica de caràcter substantivista.

## Biografia
Marshall Sahlins va nàixer a la ciutat de Chicago el 1930. Fill d’una parella d’immigrants jueus russos — Bertha i Paul A. Sahlins —, tot i que va créixer en una família secular i no practicant. El seu germà era l'escriptor i humorista Bernard Sahlins (1922-2013). Per a llicenciar-se d'antropòleg, va realitzar el seu treball de camp a la Universitat de Michigan, amb Leslie White. Durant els seus estudis va conèixer els intel·lectuals que el van influenciar: Eric Wolf, Morton Fried, Sidney Mintz i Karl Polanyi, entre d'altres. Es va graduar l'any de 1951, i el 1952 va concloure un mestratge en Lletres. El 1954 va obtenir un doctorat en la Universitat de Colúmbia. Aqueix mateix any es va casar amb Bárbar Vollen, amb qui va tenir un fill — Peter Sahlins, historiador —, i es traslladà a les illes Fiji, on va realitzar una estada d'investigació fins al 1955. El producte de la seua investigació va ser el llibre Maola: Culture and Nature on a Fijian Island, publicat el 1962.
A la seua tornada als Estats Units, Sahlins va ingressar com a professor a Columbia, i el 1957 es va traslladar a la Universitat de Michigan. AL següent any va publicar Social Stratification in Polynesia. Dos anys més tard, el 1960, va col·laborar amb Elman R. Service en l'edició de Evolution and Culture, una compilació d'articles que versen sobre el problema de l'evolució cultural. En aquesta mateixa dècada es va involucrar activament en la política, en la protesta de la Guerra del Vietnam. El 1964, Sahlins va viatjar a Nova Guinea on va realitzar un nou període de treball de camp. Després de quatre anys, el producte d'aqueixa investigació, Tribesmen ("Les societats tribals"), va eixir a la llum. A finals de la mateixa dècada va passar dos anys a París, on va viure de primera mà protestes estudiantils del maig del 1968, i va entrar en contacte amb la vida intel·lectual francesa —en particular amb l’obra de Claude Lévi-Strauss.

El 1972 va publicar Stone Age Economics ("Economia de l'Edat de Pedra"), obra que va demolir les visions evolucionistes lineals de la societat i de la història, després d'analitzar les societats paleolítiques i les societats de caçadors i recol·lectors sobrevivents, ja investigades per Service en The Hunters ("Els Caçadors"). Sahlins va presentar una visió sorprenent:
"Es diu que d'un terç a la meitat de la humanitat es fica al llit tots els dies amb fam. En l'antiga Edat de Pedra la proporció deu haver estat molt menor. Aquesta, en la qual vivim, és l'era d'una fam sense precedents. Ara, en l'època del més gran poder tecnològic, la fam és una institució".
Sahlins li va donar així la volta a una idea comunament acceptada i va afirmar:
"la fam augmenta relativa i absolutament amb l'evolució de la cultura".
Referint-se al treball també va negar l'establit, per a determinar que:
"la quantitat de treball (per capita) augmenta amb l'evolució de la cultura, i la quantitat de temps lliure disminueix".
L’any 1973, Sahlins va esdevenir docent al departament d’Antropologia de la Universitat de Chicago. Després de diversos anys exercint la professió, el 1997 es va retirar de l'ensenyament a temps complet i va ser nomenat professor emèrit d’Antropologia i Ciències Socials a la mateixa universitat.
La seua obra denota la influència dels treballs de Lévi-Strauss, Hocart i Dumézil cap a l'antropologia històrica, passant per la crítica a l'economia antropològica del funcionalisme i del biologisme de l'escola culturalista de Harris. El treball de Sahlins s'ha centrat a demostrar el poder que la cultura té per a modelar les opinions de la gent i les seues accions. Ell ha estat interessat particularment a demostrar que la cultura té una energia pròpia que no es deriva de la biologia.
Abans de la seva mort, Sahlins va escriure més d’una desena de llibres i va ser l'editor executiu de l’impremta Prickly Paradigm Press, especialitzada en fulletons sobre temes no convencionals en antropologia, teoria crítica, filosofia i esdeveniments de l’actualitat del segle xxi.
Va morir el 5 d’abril del 2021, a l'edat de 90 anys, a Chicago.

## Obra
- Social Stratification in Polynesia (1958)
- Evolution and Culture (ed., 1960)
- Moala: Culture and Nature on a Fijian Island (1962)
- Tribesmen (1968)
- Stone Age Economics (1974: ISBN 0422745308)
- The Use and Abuse of Biology (1976: ISBN 0472087770)
- Culture and Practical Reason University of Chicago Press (1976: ISBN 0226733599)
- Historical Metaphors and Mythical Realities (1981: ISBN 0472027212)
- Islands of History  (1985: ISBN 0226733572)
- Anahulu: The Anthropology of History in the Kingdom of Hawaii (1992: ISBN 0226733637)
- How "Natives" Think: About Captain Cook, for Example University of Chicago Press (1995: ISBN 0-226-73368-8)
- Waiting For Foucault (1999: ISBN 1891754114)
- Culture in Practice (2000: ISBN 094229937X)
- Apologies to Thucydides: Understanding History as Culture and Vice Versa University of Chicago Press (2004: ISBN 0226734005)
- The Western Illusion of Human Nature (2008: ISBN 9780979405723)

## Context històric
Els primers anys de vida de l’autor s’emmarquen en el període de la Gran Depressió als Estats Units, que es va allargar al llarg dels anys 30 del segle xx, i va suposar la recessió econòmica global més gran que s’havia vist en la històrica contemporània. Aquesta va afectar tots els sectors econòmics i socials de l'economia nord-americana i va suposar grans taxes de desocupació a tot el planeta, afectant l'economia de tota la població.
Poc més tard, als anys 40, Estats Units va prendre part a la Segona Guerra Mundial, després de la qual es va convertir en una de les dues grans superpotències del món —juntament amb la Unió Soviètica. D’aquesta manera es va iniciar la guerra freda —un cop acabada la Segona Guerra Mundial— en què Estats Units era partidari del capitalisme, enfront del comunisme de l'URSS, causant un encarament polític, econòmic, ideològic, tecnològic i militar que va marcar tota la història de la segona meitat del mateix segle. Va ser, també, durant la mateixa dècada, que es van fundar les Nacions Unides (ONU) i l’Organització del Tractat de l’Atlàntic Nord (OTAN), en les quals Estats Units també es va veure involucrat. Com que els Estats Units, en acabar la guerra, es trobava en una posició dominant, tant políticament com econòmicament, la seva població va viure el que van anomenar l’American Dream, per l’època benestant que va suposar.
Ja durant els anys 60, els conflictes de la Guerra Freda entre les dues potències es van agreujar amb el conflicte bèl·lic de la Guerra del Vietnam i la construcció del mur de Berlín l’any 1961 —gran símbol de la guerra freda i la divisió d’Alemanya en els dos blocs. Estats Units pateix una crisi d’identitat, davant l’assassinat del seu president John F. Kennedy l’any 1963. Després d’un període de dol, Estats Units viu una gran manifestació en contra la Guerra del Vietnam, de la qual es va acabar retirant l’any 1973.
En tota aquesta època, Sahlins va realitzar dues grans investigacions fora del país. La primera va ser a les Illes Fiji, colònia britànica des de finals del segle xix fins mig segle després quan, poc abans de l'estada de Sahlins l’any 1954, van obtenir l’autonomia. No va ser, però, fins al 1970 —anys més tard de la investigació de l’autor— que en van ser independents.
La segona investigació —i la més llarga de les dues— la va dur a terme a mitjans dels anys 60, a Nova Guinea. Aquest territori havia estat constantment ocupat ja des de molt abans: els europeus van arribar a les illes a principis del segle XVI per part dels portuguesos i, posteriorment, va ser conquerit i dividit políticament per diversos països, fins que, a finals del segle xix —mentre la zona occidental de l’illa estava administrada pels Països Baixos— la banda sud-oriental va ser colonitzada per la colònia britànica de Queensland (Austràlia), i Alemanya va conquerir la zona nord-oriental.
A principis de segle xx, la zona britànica va ser transferida a la Mancomunitat d’Austràlia que, a l’inici de la Primera Guerra Mundial, també va prendre la possessió de la zona del nord-oriental alemanya, juntament amb el territori de Papua. Amb la Guerra del Pacífic, els japonesos van envair l’illa, i van avançar fins a la seva primera derrota a la batalla de la badia de Milne el 1942, encara que Japó no es va retirar fins al 1945. Els dos territoris de Papua i de Nova Guinea es van acabar unificant a finals de la mateixa dècada, sota el nom de Papua Nova Guinea. La seva independència no es va fer realitat, però, fins a la dècada del 1970, quan Sahlins ja havia retornat als Estats Units i havia publicat Stone Age Economics.

## Context teòric
Marshall Sahlins s’emmarca dins del simbolisme nord-americà i de l’antropologia econòmica substantivista, que defensava que les economies preindustrials i no capitalistes es basaven en els principis de reciprocitat i redistribució, és a dir, l’intercanvi mutu de béns o serveis. Això implica necessàriament un centre polític basat en el parentiu, que és el que rep per després redistribuir-ho en base els acords culturalment establerts.
En contraposició, trobem l'economia formalista, que defensa, des d’una base econòmica neoclàssica, l'economia com la disciplina que s’encarrega d’estudiar la maximització de la utilitat. Aquesta dicotomia es va exposar a l’obra La gran transformación, publicada l’any 1944 als Estats Units d’Amèrica per Karl Polanyi, un economista de caràcter marxista del qual Sahlins va adoptar els seus principis econòmics, simpatitzant amb el substantivisme, i adoptant una gran influència en el seu pensament. En conseqüència, així ho va plasmar a la seva obra Economía de la Edad de Piedra.

Tanmateix, prenent de referents autors com Lévi-Strauss, Hocart i Dumézil, l’antropologia històrica també va ocupar un paper important en una de les seves obres més conegudes. Encara que la seva formació es va dur a terme dins l’estructuralisme a França —com s’ha mencionat amb anterioritat—, ell creia que la història i l'estructura estaven summament correlacionats. En la seva obra Islas de historia. La muerte del capitán Cook. Metáfora, antropología e historia (1997 [1985]) pren d’exemple la cultura hawaiana, amb la que havia estat en contacte fent treball de camp, i afirma que l'estructura cultural hawaiana es va anar modelant a través de la història, igual que l'estructura va limitar aquesta història. Per tant, no eren dues coses contraposades o independents:
"La historia es ordenada por la cultura, de diferentes maneras en diferentes sociedades, de acuerdo con esquemas significativos de las cosas. Lo contrario también es cierto: Los esquemas culturales son ordenados por la historia, puesto que en mayor o menor grado los significados se revalorizan a medida que van realizándose en la práctica" (Sahlins, 1997 [1985]: p.9).
A més, Sahlins canvia la percepció que es tenia de les societats primitives —anomenades així pel mateix Lévi-Strauss— perquè eren considerades estàtiques degut a la creença que la cultura no canviava la seva estructura. En lloc d’això, ell les presentava com societats dinàmiques. Finalment, Marshall Sahlins al llarg de la seva carrera du a terme una crítica tant al funcionalisme com al materialisme cultural de Marvin Harris.
En conclusió, per una banda, el treball de Marshall Sahlins s’ha centrat en el poder del qual gaudeix la cultura a l’hora d’enculturar als membres d’una societat, limitant les seves accions i els seus pensaments. Per altra banda, s’ha basat també en la seva visió econòmica substantivista en l'estudi de les societats no capitalistes.